# Livro de emblemas

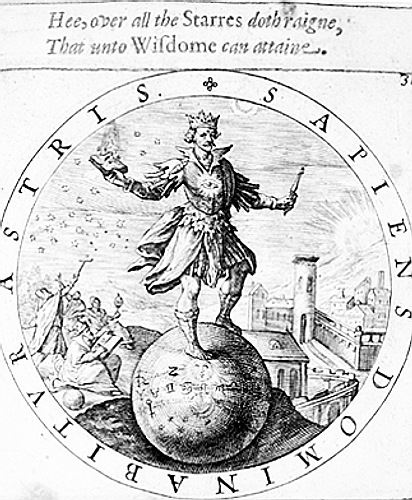
A Sabedoria, (Londres 1635, Emblèmes de Withers)

Os livros de emblemas eram livros ilustrados com gravuras, publicados na Europa entre o século XVI e o século XVII. Andrea Alciato foi o autor dos epigramas do primeiro livro de emblemas e do mais popular também, Emblemata, publicado por Heinrich Steyner em 1531 em Augsburg. Outro autor célebre foi Cesare Ripa.

## Descrição
Cada xilogravura (também surgiam gravuras sobre metal) era associada a um título ou a um texto.  Podiam ser profanos ou religiosos, e tiveram um enorme êxito em toda a Europa.
Os livros de emblemas estiveram bastante em voga, entre o século XVI e o XVIII. O primeiro conhecido deve-se ao jurisconsulto italiano Andrea Alciato que compôs 99 epigramas latinos, a cada qual atribuiu um título. Dedicou a sua obra a Maximiliano Sforza, duque de Milão. Quis a sorte que, através do conselheiro imperial Peutinger, a obra chegásse às mãos do impressor Steyner que, com visão comercial, considerou apropriado acrescentar uma ilustração a cada epigrama. A tarefa foi realizada pelo gravador Breuil e o livro foi publicado em 1531, em Augsburgo, com o título Emblematum Liber. A obra teve um enorme êxito - alcançando mias de 175 edições - e foi, prontamente, comentada e imitada por outros autores, como Guillaume Paradin e Paolo Giovio. Torcuatto Tasso escreveu a obra Dialogo dell'Imprese (Nápoles, ca. 1594) e Emanuele Tesauro compôs El Cannocchiale Aristotelico, o sia Idea delle Argutezze Heroiche vulgarmente chiamate Imprese, et di tutta l'Arte Simbólica e Lapidaria (Veneza, 1655). Também Cesare Trevisani escreveu um tratado sobre emblemática, o La Impresa... ampiamente da lui stesso dichiarata (Génova, 1569).
Relativamente a livros de emblemas de autores portugueses, destaca-se a obra Discurso sobre a Vida e a Morte de Santa Isabel Rainha de Portugal e Outras Várias Rimas (Lisboa, 1596), de Vasco Mousinho de Quevedo e Castelbranco.